# Cryptopodium geniculatum
Cryptopodium geniculatum là một loài rêu trong họ Rhizogoniaceae. Loài này được Kiaer ex Müll. Hal. mô tả khoa học đầu tiên năm 1897.